# ديفيد بيرمان (ملحن)
ديفيد بيرمان (بالإنجليزية: David Berman)‏ هو مغن مؤلف ومغني وملحن أمريكي، ولد في 4 يناير 1967 في ويليامزبرغ في الولايات المتحدة.

## وصلات خارجية
- الموقع الرسمي
- ديفيد بيرمان على موقع IMDb (الإنجليزية)
- ديفيد بيرمان على موقع ميوزك برينز (الإنجليزية)
- ديفيد بيرمان على موقع أول ميوزيك (الإنجليزية)
- ديفيد بيرمان على موقع ديسكوغز (الإنجليزية)